# Zeta Andromedae
Désignations
Zeta Andromedae (ζ Andromedae / ζ And) est un système stellaire de la constellation d'Andromède. Il est situé à environ 189 années-lumière de la Terre.

## Propriétés
Zeta Andromedae est une binaire spectroscopique dont la composante primaire est classée comme géante orange de type spectral K. Elle a une magnitude apparente moyenne de +4,08. En complément de la variation de luminosité due à la forme ellipsoïdale de l'étoile géante primaire, le système est également une étoile variable de type RS Canum Venaticorum. Sa luminosité varie entre les magnitudes +3,92 et +4,14 sur une période de 17,77 jours. Les deux étoiles de la binaire sont verrouillées gravitationnellement (en rotation synchrone), avec une période orbitale et une période de rotation égales à 17,77 jours.

## Composantes
Plusieurs compagnons visuels ont été observés. B a un mouvement propre commun avec A, mais C et D sont probablement des étoiles situées sur la ligne de visée sans association physique.

## Désignations
En chinois, 奎宿 (Kuí Sù), signifiant jambes, fait référence à un astérisme constitué de ζ Andromedae, η Andromedae, 65 Piscium, ε Andromedae, δ Andromedae, π Andromedae, ν Andromedae, μ Andromedae, β Andromedae, σ Piscium, τ Piscium, 91 Piscium, υ Piscium, φ Piscium, χ Piscium et ψ1 Piscium. Par conséquent, ζ Andromedae elle-même est appelée 奎宿二 (Kuí Sù èr, la seconde étoile des jambes).